# Warenkreislauf

Waren- / Produktflussbild

Als Warenkreislauf bezeichnet man den Lebenszyklus von Waren. Waren werden in industriellen Prozessen aus Rohstoffen gewonnen. Durch Verkauf gelangen sie in den wirtschaftlichen oder privaten Gebrauch. Die Gebrauchsgüter werden, wenn ihre Funktionalität nicht mehr gegeben ist, entweder recycelt oder als Abfall deponiert. 

## Rohstoffe
Die Natur bietet die aus dem Periodensystem bekannten Elemente. Diese kommen auf der Erdoberfläche in reiner Form meist in sehr geringen Mengen vor: 46,6 % Sauerstoff, 27,7 % Stickstoff, 8,1 % Bauxit und 5 % Eisen. Alle anderen Elemente (etwa 90) teilen sich auf die verbleibenden 12,6 % auf. Angereichert und von Fremdatomen getrennt entstehen daraus die technischen Rohstoffe. Als Eingangsgröße für die Produktion werden Rohstoffe auch als Produktionsfaktoren bezeichnet.

## Produktion
Die Produktion gewinnt aus den zugeführten Rohstoffen durch Entwicklung und Fertigung Waren und Produkte, die durch Verkauf in den Wirtschaftskreislauf eintreten. Bei der Produktion selbst fallen Restprodukte (=Ausschuss) ab, die entweder als Wertstoffe mittels Recycling wieder zu Rohstoffen rückgewonnen werden können oder als niederwertige Abfälle (=unverwertbare Reststoffe) deponiert werden müssen.

## Gebrauch
Der Gebrauch stellt hier die Verwendung der gewonnenen Waren / Produkte dar. Dies kann durch Industrie oder auch durch Privatpersonen erfolgen. Beim Gebrauch verliert das Produkt durch Alterung die ihm anfangs zugewiesenen Eigenschaften. Dies erfolgt durch die verschiedenen Arten von Materialermüdung, wie beispielsweise Korrosion oder Verschleiß. Überschreitet die Materialermüdung eine gewisse Grenze, wird das Produkt dadurch unbrauchbar und wird zum Wegwerfartikel. Je nach Beschaffenheit kann das Produkt nun einem Recycling-Unternehmen zukommen oder muss deponiert, „entsorgt“, werden.

## Recycling
Als Recycling wird der Vorgang bezeichnet, bei dem aus Abfall wieder ein (Sekundär)-Rohstoff wird. Neben dem Recycling stehen dabei die Möglichkeiten zur Wiederverwendung und Wiederverwertung zur Verfügung. Zur Wiederverwendung (z. B. Pfandflaschen) wird das entsorgte Produkt nur aufbereitet, d. h. gereinigt und somit wieder in einen höherwertigen Zustand gebracht. Das eigentliche Problem des Recyclings wird hierbei jedoch nicht gelöst, sondern nur aufgeschoben. Die Wiederverwertung / Weiterverwendung versucht aus sortierten Wertstoffen wieder höherwertige Produkte zu gewinnen. Das eigentliche Recycling trennt Wertstoffverbundstoffe wieder weitestmöglich in die einzelnen Rohstoffe auf, um diese möglichst rein und unverfälscht in den Produktkreislauf zurückzubringen. Bei allen drei Verfahren fallen jedoch immer Abfälle an, die als niederwertige Reststoffe deponiert endgelagert werden müssen.

## Abfälle
Alle hier derart benannten Abfälle stellen derzeit niederwertige Reststoffe dar, die auf Deponien für längere Zeit gelagert werden müssen. In Deutschland gibt es derzeit 5 Klassen von Deponien zur Lagerung von:   
- Deponien für gefährliche Abfälle
- Deponien für nicht gefährliche Abfälle
- Deponien für Inertabfälle
- Deponien für Bauschutt
- Deponien für Bodenaushub